# Hilton Fisher

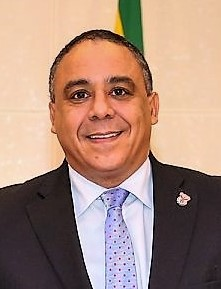
Hilton Fisher (2019)

Hilton Fisher (* 1. Dezember 1966 in Kapstadt, Südafrika) ist ein südafrikanischer Lehrer, Beamter und Diplomat.

## Werdegang
Fisher erhielt 1988 einen Bachelor of Arts degree und 1989 ein Higher Diploma in Pädagogik von der Universität des Westkaps. Fisher begann dann 1990 als Lehrer in Mitchells Plain zu arbeiten. Parallel studierte Fisher weiter und erhielt 1993 von der Universität des Westkaps einen Bachelor of Arts (Hons). 1996 nahm Fisher eine Stelle als Übersetzer und Redakteur für den Hansard beim Sprachdienst des südafrikanischen Parlaments an. Hier wurde er Schriftleiter in der Abteilung „Gesetzgebung und Verfahren“. Später wechselte Fisher zum Schatzamt (National Treasury) und diente beim Personalfond für Staatsbedienstete (Government Employees Pension Fund) als Chef der Abteilung für Kommunikation und Kundendienste.
1998 erhielt Fisher seinen Master in Öffentlicher Verwaltung in der School of Public Management and Administration der Universität Pretoria und promovierte 2006 zum Ph. D. im selben Fach. Einen weiteren akademischen Abschluss mit Honours Degree erhielt Fisher in Internationaler Politik an der Universität von Südafrika. Seine bisher letzte berufliche Etappe in der öffentlichen Verwaltung führte ihn in das Sekretariat des Kabinettbüros. Ferner wirkte Fisher als Dozent und externer Prüfer an der Universität Pretoria sowie an der Universität des Westkaps, nebenbei veröffentlichte er mehrere wissenschaftliche Arbeiten.
2013 wurde Fisher südafrikanischer Botschafter in Chile (Ernennung 2012). Dem folgte die Ernennung zum südafrikanischen Botschafter in Indonesien und Osttimor. Sein Beglaubigungsschreiben übergab er in Jakarta am 17. Januar 2018 und in Dili am 1. März 2019. Außerdem war Fisher auch für dem ASEAN zuständig. 2023 folgte ihm Mpetjane Kgaogelo Lekgoro auf dem Botschafterposten in Jakarta.